# Шахматный журнал
«Шахматный журнал»:
1) ежемесячное издание (с приложением шашечного отдела), выходившее в Москве в июле — октябре 1882 г. Редактор-издатель — А. Ф. Гельвиг (1829—1885). 
Подробно освещал шахматную жизнь Москвы; в частности, опубликовал ряд партий A. В. Соловцова с А. Н. Хардиным, помещал задачи и этюды московских шахматных композиторов. Заслуга «Шахматного журнала» — организация первого в России турнира по переписке. Прекращение издания (на № 3/4) чигоринский «Шахматный вестник» объяснил «некоторой бедностью журнала, уступавшего в содержательности своим и заграничным шахматным органам» (№ 1, 1885). 
2) Ежемесячное издание, выходило в Петербурге в 1891—1898 и в 1900—1903 гг.. Издатель-редактор — А. К. Макаров. Редактор — П. В. Отто (1891, №2—12; в 1892, 1893, № 1—7) совместно с А. К. Макаровым, Э. С. Шифферс (1894—1898). С 1895 г. журнал включал отдел шашек (под редакцией B. И. Шошина).
Наиболее долговечный журнал из русских дореволюционных шахматных изданий (всего вышло 123 номера), адресованный «по преимуществу лицам, слабо играющим, и шахматистам средней силы». Публиковал шахматные руководства русских и иностранных авторов (П. В. Отто, В. Стейница и других), теоретические статьи и заметки Э. С. Шифферса, А. Н. Хардина, материалы по истории шахмат (в том числе о шахматной игре у народов России), партии различных соревнований — турнира в Гастингсе (1895), матч-турнире в Петербурге (1895 / 1896), 2-го Всероссийского турнира (1900 / 1901), матчей Стейниц — Ласкер на первенство мира (1894 и 1896 / 1897) и Шифферса со Стейницем (1896), Б. А. Янковичем (1894 / 1895), Хардиным (1895); из соревнований прошлого — партии матчей П. Морфи с Д. Гарвицем и И. Лёвенталем (1858). Провёл 12 турниров по переписке. Помещал биографические очерки, критико-библиографические и литературные материалы, вкладные портреты М. И. Чигорина, Э. С. Шифферса, А. Н. Хардина и других.
Значительное место занимали материалы по композиции: отдел задач редактировал Н. И. Максимов, отдел этюдов — Шифферс. Проводил конкурсы составления задач (в том числе тематические), некоторые из них были международными. Регулярно публиковал статьи по задачной композиции, в том числе «Краткий обзор состояния современного задачного искусства в России», «Задачное дело в России», «Из мира шахматных задач» Максимова, «Об осложнении идей в шахматных задачах», «О различном выражении одинаковых идей в шахматных задачах» А. В. Галицкого.
Наибольшую популярность приобрёл в 1894—1898 гг., когда являлся единственным периодическим шахматным изданием в России. На Всероссийской художественно-промышленной выставке в Нижнем Новгороде (1896) А. К. Макарову был присуждён диплом 2-й степени «за полезную деятельность и распространение шахматной игры в России и за весьма хорошее издание "Шахматного журнала"». В «Шахматном журнале» активно сотрудничали М. А. Шабельский, А. А. Троицкий, братья Я. и К. Бетиньши, Я. Дртина и другие русские и иностранные шахматисты. Издание прекратилось из-за отсутствия материальных средств.